# Biskupi gdańscy

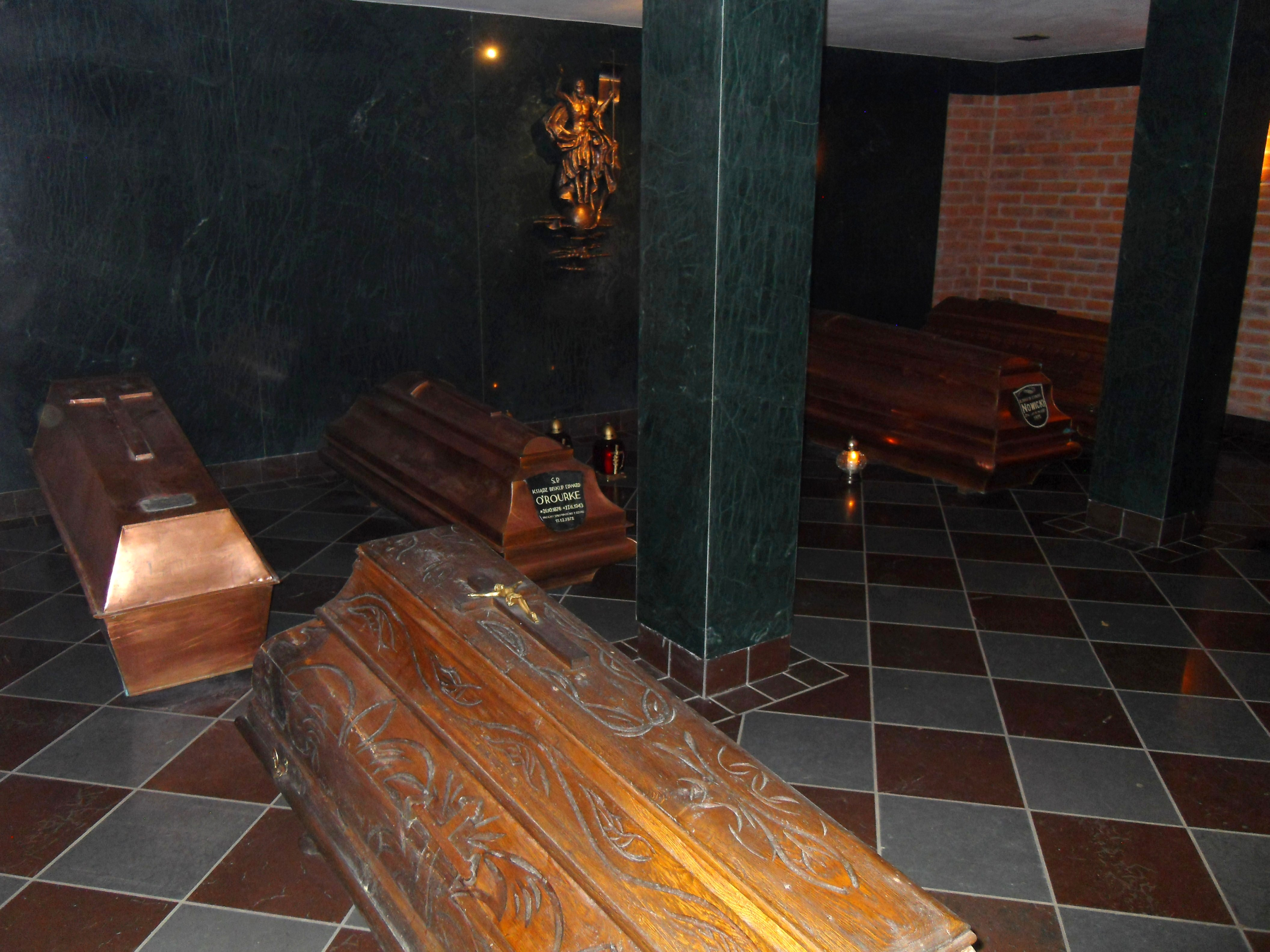
Krypta biskupów w bazylice archikatedralnej w Gdańsku-Oliwie

Biskupi gdańscy – biskupi diecezjalni i biskupi pomocniczy diecezji, a od 1992 archidiecezji gdańskiej.

## Biskupi

### Biskupi diecezjalni
| Lata urzędowania | Biskup | Biskup              | Uwagi                                                                           |
| ---------------- | ------ | ------------------- | ------------------------------------------------------------------------------- |
| 1926–1938        |        | Edward O’Rourke     | administrator apostolski Wolnego Miasta Gdańska w latach 1922–1926              |
| 1938–1964        |        | Carl Maria Splett   | od 1945 pozbawiony możliwości sprawowania funkcji, od 1956 na stałe w Niemczech |
|                  |        | Andrzej Wronka      | administrator apostolski sede plena w latach 1945–1951                          |
|                  |        | Jan Cymanowski      | wikariusz kapitulny w latach 1951–1956                                          |
| 1964–1971        |        | Edmund Nowicki      |                                                                                 |
| 1971–1984        |        | Lech Kaczmarek      |                                                                                 |
| 1984–2008        |        | Tadeusz Gocłowski   | od 1992 arcybiskup metropolita                                                  |
| 2008–2020        |        | Sławoj Leszek Głódź | arcybiskup metropolita                                                          |
|                  |        | Jacek Jezierski     | administrator apostolski sede vacante w latach 2020–2021                        |
| od 2021          |        | Tadeusz Wojda       | arcybiskup metropolita                                                          |

### Biskupi pomocniczy
| Lata urzędowania | Biskup | Biskup             | Uwagi |
| ---------------- | ------ | ------------------ | --- |
| 1956–1964        |        | Edmund Nowicki     | koadiutor sedi datus, następnie biskup diecezjalny gdański                                                                                            |
| 1958–1971        |        | Lech Kaczmarek     | następnie biskup diecezjalny gdański |
| 1972–1982        |        | Kazimierz Kluz     | |
| 1983–1984        |        | Tadeusz Gocłowski  | następnie biskup diecezjalny gdański |
| 1985–2005        |        | Zygmunt Pawłowicz  | |
| 2005–2012        |        | Ryszard Kasyna     | następnie biskup diecezjalny pelpliński |
| od 2014          |        | Wiesław Szlachetka | |
| 2015–2022        |        | Zbigniew Zieliński | następnie biskup koadiutor koszalińsko-kołobrzeski, późniejszy biskup diecezjalny koszalińsko-kołobrzeski, następnie arcybiskup metropolita poznański |
| od 2022          |        | Piotr Przyborek    | |